# Natalia Kúksina
Natalia Vitálievna Kúxina –en ruso, Наталья Витальевна Куксина– (27 de junio de 1984) es una deportista rusa que compitió en lucha libre. Ganó una medalla de bronce en el Campeonato Mundial de Lucha de 2007 y una medalla de plata en el Campeonato Europeo de Lucha de 2008.

## Palmarés internacional
| Campeonato Mundial | Campeonato Mundial  | Campeonato Mundial | Campeonato Mundial |
| Año                | Lugar               | Medalla            | Categoría          |
| ------------------ | ------------------- | ------------------ | ------------------ |
| 2007               | Bakú (Azerbaiyán)   | Medalla de bronce  | 67 kg              |
| Campeonato Europeo |                     |                    |                    |
| Año                | Lugar               | Medalla            | Categoría          |
| 2008               | Tampere (Finlandia) | Medalla de plata   | 67 kg              |